# 南里美希
南里 美希（なんり みき、1988年9月20日 - ）は、日本の女性ファッションモデル、女優である。沖縄県出身。趣味は、サウナ、旅行、ヨガ。スペースクラフト所属。

## 人物
- 趣味：サウナ、旅行、ヨガ。
- 特技：素潜り。

雑誌「Ray」の専属モデルとして芸能界に入る。
2010年から2年連続で東京ガールズコレクションに出演した。
モデルのほか、女優としても多数のドラマや映画に出演している。

## 経歴
2008年12月から雑誌『Ray』の専属モデルとして活動、8年間務める。
2010年ジョンソン・エンド・ジョンソン「アキュビューディファイン」イメージモデル。
2021年11月5日に初の1st写真集『heavenly』が同年12月10日に発売されることが発表された。

## 出演

### テレビ番組
- easy sports（2009年3月30日 - 4月3日、テレビ朝日）
- BOSO-STYLE（2009年11月25日、千葉テレビ） - リポーター
- シェフ道筆のまーさん堂（2009年12月21日、沖縄テレビ）
- 東京上級デート（2012年10月17日、＃27 駒沢、2014年2月26日、＃92 表参道、テレビ朝日）
- 「ロンドンハーツ」(2013年、テレビ朝日)
- 牙狼〈GARO〉 金狼感謝祭2016生放送（2016年11月23日、ファミリー劇場HD）[7]
- 牙狼〈GARO〉 金狼感謝祭2017生放送（2017年11月23日、ファミリー劇場HD)

### テレビドラマ
- 牙狼〈GARO〉 〜闇を照らす者〜（2013年4月5日 - 9月20日、テレビ東京） - 莉杏 役[8]
- 牙狼〈GARO〉 -GOLDSTORM- 翔（2015年4月4日 - 9月19日、テレビ東京） - 莉杏 役
- 牙狼〈GARO〉 -魔戒烈伝- 第4話・第12話（2016年4月30日、テレビ東京） - 莉杏 役

### バラエティ番組
- 痛快TV スカッとジャパン（2020年6月15日、フジテレビ） - 妊婦 役
- 火曜は全力!華大さんと千鳥くん（2023年5月9日・2023年10月24日、関西テレビ放送）

### 映画
- 牙狼〈GARO〉 -GOLDSTORM- 翔（2015年3月28日公開、東北新社） - 莉杏 役[9]
- 牙狼〈GARO〉 神ノ牙-KAMINOKIBA-（2018年1月6日公開、東北新社） - 莉杏 役[10]
- ミラクルシティコザ（2022年2月4日公開、配給：ラビットハウス、平一紘監督、レイナ役）[11]

### MV
- 4you 2nd single「願い…」（2013年）

### CM
- 倖田來未 新アルバムテレビスポットCM（2010年）
- フジテレビ INFO-CX「デジャビュ マスカラ」篇、「新宿ミロード」篇
- ヘンケル「FRESH LIGHT」（日本・韓国・東南アジア、2013年 - 2014年）
- オリオンビール「麦職人」（2013年 - 2017年）
- ニューゲートリンク カラーコンタクトレンズ「RADIus」イメージモデル（2016年7月）
- アイリスオーヤマ airwill「カノジョのお願い」篇（2020年6月 - ） [12]

### 映像商品
- 牙狼10周年記念 魔界ノ宴 -GARO FES.-（2016年10月19日）

### 舞台
- 牙狼〈GARO〉 -神ノ牙 覚醒-（2017年12月3日昼公演） - 莉杏 役

### イベント
- 東京ガールズコレクション in 沖縄、'10A/W

## 書籍

### 雑誌連載
- Ray（2009年2月号 - 2017年11月号、主婦の友社） - 専属モデル[13]

### 写真集
- heavenly（2021年12月10日、ワニブックス、撮影：舞山秀一）ISBN 978-4-8470-8374-7[14][15]
- jamais vu（2022年9月20日、小学館、撮影：中村和孝）ISBN 978-4-0968-2415-3